# Rafael Moreira
Rafael de Faria Domingues Moreira (Cedofeita, 4 de julho de 1947 – Lisboa, 9 de fevereiro de 2025) foi um historiador da Arte e académico português.

## Biografia
Rafael Moreira obteve a Licenciatura em História pela Faculdade de Letras de Lisboa em 1975, o Mestrado em História da Arte pela Universidade Nova de Lisboa (UNL) em 1982 e o Doutoramento em História da Arte, pela mesma instituição, em 1991.
Desde 1978 que exercia funções de docente no Departamento de História da Arte da Faculdade de Ciências Sociais e Humanas da Universidade Nova de Lisboa, na qualidade de Professor Associado de nomeação definitiva. Na mesma universidade era investigador do CHAM - Centro de Humanidades.
As suas especializações eram em Renascimento, Arte Colonial Portuguesa e Arquitetura militar.